# 2521-es mellékút (Magyarország)
A 2521-es számú mellékút egy majdnem 7 kilométeres hosszúságú, négy számjegyű országos közút Borsod-Abaúj-Zemplén vármegye területén.

## Nyomvonala
A 2518-as útból ágazik ki, annak 7+500-as kilométerszelvénye közelében, Nekézseny területén, északkelet felé. A Sátai-patakkal párhuzamosan indul, kevéssel az első kilométerének teljesítése előtt átlép Sáta területére, települési neve ott Petőfi Sándor utca.
A falu központját a 2+500-as kilométerszelvénye közelében éri el, azon a szakaszon egy darabig északkelet felé halad Kolozsvár utca néven; ott torkollik bele északnyugat felől (a 2+550-es kilométerszelvénye közelében) a 2522-es út, bő 11 kilométer megtétele után. Nemsokára újra északnak fordul, Kossuth Lajos utca néven. Ötödik kilométere után lép át Borsodbóta területére, melynek központja az út 6+300-as kilométerszelvénye közelében van; ott a neve Széchenyi utca.
A 2524-es útba torkollva ér véget, annak 8. kilométere előtt néhány méterrel, Borsodbóta területén. Teljes hossza az országos közutak térképes nyilvántartását szolgáló kira.gov.hu adatbázisa szerint 6,896 kilométer.

## Települések az út mentén
- Nekézseny
- Sáta
- Borsodbóta